# NGC 7300
NGC 7300 (również PGC 69040) – galaktyka spiralna z poprzeczką (SBb), znajdująca się w gwiazdozbiorze Wodnika. Odkrył ją John Herschel 26 lipca 1830 roku.
W galaktyce tej zaobserwowano supernowe SN 1996ca i SN 2015au.